# Église Saint-Nazaire de Chenôve
Pour les articles homonymes, voir Église Saint-Nazaire et Chenôve (homonymie).
L'église Saint-Nazaire est l'église paroissiale de  Chenôve dans le département de la Côte-d'Or.

## Historique
L'église a été construite probablement au XIIIe siècle, à l'emplacement d'une chapelle mérovingienne du VIIIe siècle. elle a été modifiée tout au long de son histoire.
- Les chapelles latérales ont été rallongées au XVe siècle,
- La nef a été rehaussée au XVIIe siècle et au XVIIIe siècle,
- Un porche a été ajouté au XIXe siècle afin de protéger les bas-reliefs du portail roman[1].

## Description

### Mobilier classé
L'église compte les éléments suivants repris à l'inventaire des monuments historiques.
- la Vierge à l'Enfant (statue du XVe siècle)[2],
- les bénitiers (XVe siècle)[3],
- les retables du chœur (XVIIe siècle)[4],
- les cloches de bronze (1682 et 1738)[5],[6],